# III Rzesza Niemiecka na Letnich Igrzyskach Olimpijskich 1936
III Rzeszę na Letnich Igrzyskach Olimpijskich 1936 reprezentowało 433 zawodników: 389 mężczyzn i 44 kobiety. Był to 8. start reprezentacji Niemiec na letnich igrzyskach olimpijskich.
III Rzesza była gospodarzem podczas tych igrzysk.

## Zdobyte medale
| Medal  | Zawodnik | Dyscyplina           | Konkurencja                                   |
| ------ | --- | -------------------- | --------------------------------------------- |
| Złoto  | Hans Woellke | Lekkoatletyka        | Pchnięcie kulą mężczyzn                       |
| Złoto  | Karl Hein | Lekkoatletyka        | Rzut młotem mężczyzn                          |
| Złoto  | Gerhard Stöck | Lekkoatletyka        | Rzut oszczepem mężczyzn                       |
| Złoto  | Gisela Mauermayer | Lekkoatletyka        | Rzut dyskiem kobiet                           |
| Złoto  | Tilly Fleischer | Lekkoatletyka        | Rzut oszczepem kobiet                         |
| Złoto  | Willy Kaiser | Boks                 | Boks wagi muszej                              |
| Złoto  | Herbert Runge | Boks                 | Boks wagi ciężkiej                            |
| Złoto  | Ernst Krebs | Kajakarstwo          | K1 10 000 m                                   |
| Złoto  | Paul Wevers Ludwig Landen | Kajakarstwo          | K-2 10 000 m                                  |
| Złoto  | Toni Merkens | Kolarstwo            | Sprint mężczyzn                               |
| Złoto  | Ernst Ihbe Carl Lorenz | Kolarstwo            | Tandemy mężczyzn                              |
| Złoto  | Heinz Pollay | Jeździectwo          | Ujeżdżenie indywidualnie                      |
| Złoto  | Heinz Pollay Friedrich Gerhard Hermann von Oppeln-Bronikowski | Jeździectwo          | Ujeżdżenie drużynowo                          |
| Złoto  | Ludwig Stubbendorff | Jeździectwo          | WKKW indywidualnie                            |
| Złoto  | Ludwig Stubbendorff Rudolf Lippert Konrad Freiherr von Wangenheim | Jeździectwo          | WKKW drużynowo                                |
| Złoto  | Kurt Hasse | Jeździectwo          | Skoki przez przeszkody indywidualnie          |
| Złoto  | Kurt Hasse Marten von Barnekow Heinz Brandt | Jeździectwo          | Skoki przez przeszkody drużynowo              |
| Złoto  | Alfred Schwarzmann | Gimnastyka           | Wielobój indywidualnie mężczyzn               |
| Złoto  | Alfred Schwarzmann Franz Beckert Konrad Frey Willi Stadel Matthias Volz Walter Steffens Inno Stangl Ernst Winter | Gimnastyka           | Wielobój drużynowo mężczyzn                   |
| Złoto  | Konrad Frey | Gimnastyka           | Ćwiczenia na poręczach symetrycznych          |
| Złoto  | Konrad Frey | Gimnastyka           | Ćwiczenia na koniu z łękami                   |
| Złoto  | Alfred Schwarzmann | Gimnastyka           | Skok przez konia                              |
| Złoto  | Anita Bärwirth Erna Bürger Isolde Frölian Friedl Iby Trudi Meyer Paula Pöhlsen Julie Schmitt Käthe Sohnemann | Gimnastyka           | Wielobój drużynowo kobiet                     |
| Złoto  | Willy Bandholz Wilhelm Baumann Helmut Berthold Helmut Braselmann Wilhelm Brinkmann Georg Dascher Kurt Dossin Fritz Fromm Hermann Hansen Erich Herrmann Heinrich Keimig Hans Keiter Alfred Klingler Arthur Knautz Heinz Körvers Karl Kreutzberg Wilhelm Müller Günther Ortmann Edgar Reinhardt Fritz Spengler Rudolf Stahl Hans Theilig | Piłka ręczna         | Piłka ręczna                                  |
| Złoto  | Gotthard Handrick | Pięciobój nowoczesny | Pięciobój nowoczesny                          |
| Złoto  | Gustav Schäfer | Wioślarstwo          | Jedynka                                       |
| Złoto  | Willi Eichhorn Hugo Strauß | Wioślarstwo          | Dwójka bez sternika                           |
| Złoto  | Gerhard Gustmann Herbert Adamski Dieter Arend | Wioślarstwo          | Dwójka ze sternikiem                          |
| Złoto  | Rudolf Eckstein Toni Rom Martin Karl Wilhelm Menne | Wioślarstwo          | Czwórka bez sternika                          |
| Złoto  | Hans Maier Walter Volle Ernst Gaber Paul Söllner Fritz Bauer | Wioślarstwo          | Czwórka ze sternikiem                         |
| Złoto  | Peter Bischoff Hans-Joachim Weise | Żeglarstwo           | Klasa Star                                    |
| Złoto  | Cornelius van Oyen | Strzelectwo          | Pistolet szybkostrzelny na 25 m               |
| Złoto  | Josef Manger | Podnoszenie ciężarów | Waga ciężka                                   |
| Srebro | Luz Long | Lekkoatletyka        | Skok w dal mężczyzn                           |
| Srebro | Erwin Blask | Lekkoatletyka        | Rzut młotem mężczyzn                          |
| Srebro | Anni Steuer | Lekkoatletyka        | Bieg na 80 m przez płotki kobiet              |
| Srebro | Luise Krüger | Lekkoatletyka        | Rzut oszczepem kobiet                         |
| Srebro | Michael Murach | Boks                 | Boks wagi półśredniej                         |
| Srebro | Richard Vogt | Boks                 | Boks wagi półciężkiej                         |
| Srebro | Helmut Cämmerer | Kajakarstwo          | K-1 1000 m                                    |
| Srebro | Ewald Tilker Fritz Bondroit | Kajakarstwo          | K-2 1000 m                                    |
| Srebro | Willi Horn Erich Hanisch | Kajakarstwo          | K-2 składany 10 000 m                         |
| Srebro | Friedrich Gerhard | Jeździectwo          | Ujeżdżenie indywidualnie                      |
| Srebro | Helene Mayer | Szermierka           | Floret indywidualnie kobiet                   |
| Srebro | Konrad Frey | Gimnastyka           | Ćwiczenia na drążku                           |
| Srebro | Hermann auf der Heide Ludwig Beisiegel Erich Cuntz Karl Dröse Alfred Gerdes Werner Hamel Harald Huffmann Erwin Keller Herbert Kemmer Werner Kubitzki Paul Mehlitz Karl Menke Fritz Messner Detlef Okrent Heinrich Peter Heinz Raack Carl Ruck Hans Scherbart Heinz Schmalix Tito Warnholtz Kurt Weiß Erich Zander                      | Hokej na trawie      | Hokej na trawie                               |
| Srebro | Willi Kaidel Joachim Pirsch | Wioślarstwo          | Dwójka podwójna                               |
| Srebro | Werner Krogmann | Żeglarstwo           | Jole olimpijskie mężczyzn                     |
| Srebro | Heinz Hax | Strzelectwo          | Pistolet szybkostrzelny na 25 m               |
| Srebro | Erich Krempel | Strzelectwo          | Pistolet dowolny na 50 m                      |
| Srebro | Erwin Sietas | Pływanie             | 200 m stylem klasycznym mężczyzn              |
| Srebro | Martha Genenger | Pływanie             | 200 m stylem klasycznym kobiet                |
| Srebro | Ruth Halbsguth Magdalena Lohmar Ingeborg Schmitz Gisela Arendt | Pływanie             | 4 × 100 m stylem dowolnym kobiet              |
| Srebro | Paul Klingenburg Bernhard Baier Fritz Gunst Gustav Schürger Josef Hauser Alfred Kienzle Hans Schulze Helmuth Schwenn Hans Schneider Heinrich Krug Fritz Stolze | Piłka wodna          | Piłka wodna                                   |
| Srebro | Rudolf Ismayr | Podnoszenie ciężarów | Waga średnia                                  |
| Srebro | Eugen Deutsch | Podnoszenie ciężarów | Waga lekkociężka                              |
| Srebro | Fritz Schäfer | Zapasy               | Waga do 72 kg w stylu klasycznym mężczyzn     |
| Srebro | Ludwig Schweickert | Zapasy               | Waga do 79 kg w stylu klasycznym mężczyzn     |
| Srebro | Wolfgang Ehrl | Zapasy               | Waga do 66 kg w stylu wolnym mężczyzn         |
| Brąz   | Alfred Dompert | Lekkoatletyka        | Bieg na 3 000 m z przeszkodami mężczyzn       |
| Brąz   | Wilhelm Leichum Erich Borchmeyer Erwin Gillmeister Gerd Hornberger | Lekkoatletyka        | Sztafeta 4 × 100 m mężczyzn                   |
| Brąz   | Helmut Hamann Friedrich von Stülpnagel Harry Voigt Rudolf Harbig | Lekkoatletyka        | Sztafeta 4 × 400 m mężczyzn                   |
| Brąz   | Gerhard Stöck | Lekkoatletyka        | Pchnięcie kulą mężczyzn                       |
| Brąz   | Käthe Krauß | Lekkoatletyka        | Bieg na 100 m kobiet                          |
| Brąz   | Elfriede Kaun | Lekkoatletyka        | Skok wzwyż kobiet                             |
| Brąz   | Paula Mollenhauer | Lekkoatletyka        | Rzut dyskiem kobiet                           |
| Brąz   | Josef Miner | Boks                 | Boks wagi piórkowej                           |
| Brąz   | Erich Koschik | Kajakarstwo          | C-1 1000 m                                    |
| Brąz   | Xaver Hörmann | Kajakarstwo          | K-1 składany 10 000 m                         |
| Brąz   | Rudolf Karsch | Kolarstwo            | 1 km na czas mężczyzn                         |
| Brąz   | Hermann Stork | Skoki do wody        | Wieża 10 m mężczyźni                          |
| Brąz   | Käthe Köhler | Skoki do wody        | Wieża 10 m kobiety                            |
| Brąz   | Siegfried Lerdon August Heim Erwin Casmir Julius Eisenecker Stefan Rosenbauer Otto Adam | Szermierka           | Floret drużynowo                              |
| Brąz   | Hans-Georg Jörger August Heim Erwin Casmir Julius Eisenecker Richard Wahl Hans Esser | Szermierka           | Szabla drużynowo                              |
| Brąz   | Konrad Frey | Gimnastyka           | Wielobój indywidualnie mężczyzn               |
| Brąz   | Konrad Frey | Gimnastyka           | Ćwiczenia wolne mężczyzn                      |
| Brąz   | Alfred Schwarzmann | Gimnastyka           | Ćwiczenia na drążku mężczyzn                  |
| Brąz   | Alfred Schwarzmann | Gimnastyka           | Ćwiczenia na poręczach symetrycznych mężczyzn |
| Brąz   | Matthias Volz | Gimnastyka           | Ćwiczenia na kółkach mężczyzn                 |
| Brąz   | Matthias Volz | Gimnastyka           | Skok przez konia mężczyzn                     |
| Brąz   | Alfred Rieck Helmut Radach Hans Kuschke Heinz Kaufmann Gerd Völs Werner Loeckle Hans-Joachim Hannemann Herbert Schmidt Wilhelm Mahlow | Wioślarstwo          | Ósemka                                        |
| Brąz   | Hans Howaldt Fritz Bischoff Alfried von Bohlen und Halbach Eduard Mohr Felix Scheder-Bieschin Otto Wachs | Żeglarstwo           | Klasa 8 m                                     |
| Brąz   | Gisela Arendt | Pływanie             | 100 m stylem dowolnym kobiet                  |
| Brąz   | Karl Jansen | Podnoszenie ciężarów | Waga lekka                                    |
| Brąz   | Adolf Wagner | Podnoszenie ciężarów | Waga średnia                                  |
| Brąz   | Jakob Brendel | Zapasy               | Waga do 56 kg w stylu klasycznym mężczyzn     |
| Brąz   | Kurt Hornfischer | Zapasy               | Waga od 87 kg w stylu klasycznym mężczyzn     |
| Brąz   | Johannes Herbert | Zapasy               | Waga do 56 kg w stylu wolnym mężczyzn         |
| Brąz   | Erich Siebert | Zapasy               | Waga do 87 kg w stylu wolnym mężczyzn         |